# Geszt
Geszt là một thị trấn thuộc hạt Békés, Hungary. Thị trấn này có diện tích 51,39 km², dân số năm 2010 là 764 người, mật độ 15 người/km².